# La Bougie du Sapeur
La Bougie du Sapeur (фр. La Bougie du sapeur; «Свеча сапёра») — французская юмористическая газета, выходящая раз в четыре года — 29 февраля.

## История
Буквальное название газеты происходит от комиксов о сапёре по фамилии Камамбер (фр. Camember) — персонаже, созданном французским популяризатором науки Жоржем Коломбом в 1890—1896 годах. В биографии Камамбера сказано, что он родился 29 февраля.
Газета была основана Jacques Debuisson и Christian Bailly; главный редактор — Jean d’Indy. Каждое издание печатается в количестве 200 000 экземпляров. В 2004 году седьмой выпуск газеты (совместно с газетой Dimanche) вышел в воскресенье и был разработан специально для этого выходного дня. Следующий воскресный номер планируется опубликовать в феврале 2032 года, таким образом периодичность этого выпуска составит один раз в 28 лет.
Интересно, что среди прочего материала в издании печатается кроссворд, ответы на который можно узнать только через четыре года. На газету можно подписаться, стоимость подписки — 100 евро на 100 лет.